# Адвентизм
Адвенти́зм (лат. adventus — пришествие) — религиозное движение, зародившееся в первой половине XIX века среди американских протестантов и объединявшее христиан различных вероисповеданий, которые ожидали скорого Второго пришествия Христа.

## История
Летом 1831 года проповедник баптистской общины города Хэмптона (округ Вашингтон, штат Нью-Йорк) Уильям Миллер (1782—1849) объявил, что ему удалось, изучая Библию, вычислить точную дату пришествия Христа — 22 октября 1844 года. Он издал книгу «Библейские и исторические свидетельства о втором пришествии Христа приблизительно в 1844 году, представленные в виде курса лекций» (англ. Evidence from Scripture and History of the Second Coming of Christ, about the Year 1844: Exhibited in a Course of Lectures), в которой высказал предположение, что Иисус должен вернуться между 21 марта 1843 года и 21 марта 1844 года. Когда заговорили о точной дате Второго пришествия, 22 октября 1844 года, Миллер признал ее лишь за 16 дней до ожидаемого события. Члены различных протестантских деноминаций присоединились к Миллеру, образовав адвентистское движение. Однако пришествия Христа в рассчитанные сроки не произошло. После «Великого разочарования» Миллер, а также многие его ученики и последователи старались более не называть точных сроков Второго пришествия.
Среди адвентистов были выходцы из различных церквей и деноминаций. Некоторые из них были унитариями, то есть отвергали доктрину о Триединстве Бога.

## Религиозные течения, возникшие в результате раскола миллеритского движения
Из различных направлений и течений, возникших после раскола миллеритского движения, наиболее известны Свидетели Иеговы и адвентисты седьмого дня.
Из других ныне существующих адвентистских вероисповеданий, имеющих свои корни в адвентизме седьмого дня, известны «адвентисты-реформисты» (см. Адвентисты седьмого дня реформационного движения), «Церковь адвентистов субботнего покоя» (англ. Sabbath Rest Advent Church), Адвентистская церковь обетования (порт. Igreja Adventista da Promessa, харизматического направления, в основном в Бразилии), Церковь Верных и Свободных Адвентистов Седьмого дня, Христианские субботники, Общество Фундаментального Иудаизма (т.н. «адвентисты-фундаменталисты», «иудействующие адвентисты»).
Среди других адвентистских религиозных организаций, не связанных с адвентистами седьмого дня, наиболее известны «Церковь Бога (седьмого дня)» (англ. Church of God (Seventh-Day)), «Церковь Пришествия (англ. Advent Christian Church) и отдельные независимые церкви и миссии (все немногочисленны). Они, в отличие от адвентистов седьмого дня и адвентистов-реформистов, не признают авторитет трудов Эллен Уайт. За исключением Церкви Бога (седьмого дня) все они празднуют воскресенье, а не субботу, и не соблюдают пищевых ограничений. Церковь Пришествия также имеет не централизованное, а конгрегациональное устройство.

## Интернет-ресурсы адвентистов
- Интернет-ресурсы АСД см. в статье Адвентисты седьмого дня
- Сайт Генеральной конференции Церкви Пришествия (ACGC) Архивная копия от 25 сентября 2007 на Wayback Machine  (англ.)
- Официальный сайт Адвентистской церкви обетования  (порт.)
- Официальный сайт Церкви адвентистов субботнего покоя  (рус.)
- Официальный сайт независимой адвентистской миссии MHA  (нем.)